# Костылиха (посёлок железнодорожной станции)
Костылиха — посёлок при станции, в Арзамасском районе Нижегородской области.

## География
Располагается рядом с Лидовкой, в 22 км к северо-западу от Арзамаса.

## Население
| 1999 | 2002 | 2010 |
| ---- | ---- | ---- |
| 84   | ↘71  | ↘56  |